# Corpus Coranicum
Corpus Coranicum (2007–2024) war ein Forschungsprojekt der Berlin-Brandenburgischen Akademie der Wissenschaften. Ziele des Projekts waren eine Dokumentation des Korantextes unter Berücksichtigung sowohl der handschriftlichen als auch der mündlichen Überlieferungsgestalt; des Weiteren wurden jüdische, christliche und andere Texte aus dem Umfeld des Korans zugänglich gemacht und mit einzelnen Suren verglichen. Zum Korantext wurde ein literaturwissenschaftlicher Kommentar erstellt.
Das auf 18 Jahre angelegte Projekt wurde von zwei Projektverantwortlichen geleitet: Die Senior-Professorin für Arabistik Angelika Neuwirth (Freie Universität Berlin) war wissenschaftlich verantwortlich für den Kommentar. In den Arbeitsbereich von Michael Marx fielen die Leitung der Arbeitsstelle, die Erforschung der „Texte aus der Umwelt des Korans“ sowie die Textdokumentation. Das Corpus Coranicum wurde im Rahmen des Akademienprogramms gefördert, das von der Union der Akademien der Wissenschaften betreut und von Bund und Ländern finanziert wird. Zahlreiche Drittmittelprojekte, u. a. gefördert von der DFG, schließen sich an das Projekt an (Paleocoran; IRANKORAN).
Seit 2025 führt M. Marx die Anpassung, Pflege und digitale Publikation der Datenbanken unter dem Dach von Corpus Coranicum e.V. fort.

## Projektinhalte
Das Projekt umfasst drei größere Forschungsbereiche, die in jeweils eigenen Datenbanken über eine Webseite zugänglich gemacht werden und sich gegenseitig ergänzen:

### Textdokumentation
Bei der Textdokumentation wird zwischen schriftlicher und mündlicher Tradition unterschieden, also zwischen den frühen Koranhandschriften und den in der islamischen Literatur bewahrten mündlichen Lesevarianten des Korantextes (vgl. Geschichte des Korantextes). Beide Traditionen sollen für jeden Koranvers online abrufbar sein und werden deshalb umfassend in zwei Datenbanken erfasst:
- Manuscripta Coranica (Datenbank der Koranhandschriften)
- Variae Lectiones Coranicae (Datenbank verschiedener Lesarten des Korans)

#### Manuscripta Coranica
In den Manuscripta Coranica werden die frühsten erhaltenen handschriftlichen Zeugen des Korantextes bereitgestellt; neben Bildern der weltweit in Bibliotheken und Privatsammlungen aufbewahrten Manuskripte finden sich in der Datenbank diverse Metadaten zu den Dokumenten. Diese betreffen u. a. paläographische und kodikologische Informationen, des Weiteren die Provenienz und den aktuellen Standort (soweit bekannt). Vergleichend kann auf der Website der arabische Korantext der Kairiner Ausgabe und dessen deutsche Übertragung (von Rudi Paret) abgerufen werden.

#### Variae Lectiones Coranicae
Da es sich bei den frühen arabischen Schriftstücken oftmals um mehrdeutige Texte handelt, weil sich das Schriftbild ohne diakritische Zeichen präsentiert (Rasm), entwickelten sich verschiedene Auslegungen des Korantextes (Lesevarianten), von denen einige in der Folge als autoritativ behandelt wurden. Um die Unterschiede zwischen den Deutungen verfolgen zu können, bietet die Datenbank Variae Lectiones Coranicae eine Synopse der in verschiedenen Exegesetraditionen verwendeten Lesarten. Jedes Wort einer Sure kann zu diesem Zweck ausgewählt und seine Varianten dargestellt werden.
Perspektivisch sollen beide Kataloge zusammen der Erforschung von schriftlicher und mündlicher Überlieferung des Korans dienen.

### „Texte aus der Umwelt des Korans“
Diese Datenbank dokumentiert und interpretiert sprachliche und inhaltliche Ähnlichkeiten zwischen einzelnen Koranpassagen und vorkoranischen sowie frühislamischen Texten, die während der Entstehung des Korans in dessen Umfeld präsent waren oder präsent gewesen sein können. Die räumliche Dimension erstreckt sich dabei über europäische, afrikanische und asiatische Gebiete, wobei insbesondere jüngere jüdische und christliche Schriften sowie Texte der altarabischen Dichtung und Epigraphie untersucht werden. Zusammenfassend lassen sich diese chronologisch-topographischen Grenzen mit dem europazentrierten Konzept der Spätantike in Verbindung bringen. Die Datenbank soll durch Textanalysen Aussagen über den kulturellen und religiösen Horizont der Zeitgenossen Mohammeds sowie im Speziellen seiner Gemeinde ermöglichen.

### Kommentar
Der Kommentar greift auf das Material der anderen Module zurück. Die Arbeit am Kommentar folgt der mutmaßlichen chronologischen Reihenfolge der Suren während der Entstehung des Korantextes, orientiert an der von Theodor Nöldeke erarbeiteten Chronologie. Dabei wird auch die Frage gestellt, inwieweit Nöldekes Chronologie überarbeitet und gegebenenfalls verfeinert werden sollte. Die einzelnen Suren sind über einen Zeitraum von mehr als zwei Jahrzehnten entstanden, was sich in deutlichen inhaltlichen und formalen Unterschieden widerspiegelt.

### Hilfsmittel
Zur Darstellung der im Projekt verwendeten Sprachen wurde ein eigener Font entwickelt: „Coranica“ Font ist mit Glyphensätzen für Arabisch, Griechisch, Hebräisch usw. ausgestattet.

## Beispiel (1. Sure, 2. Vers)
Auf der Internetseite lassen sich folgende „Registerblätter“ auswählen:
- Handschriften
- Lesarten
- Texte aus der Umwelt des Korans
- Kommentar
- Druckausgabe

## Projekthistorie
In mehrfacher Hinsicht ist das Projekt in die Forschungstradition speziell der deutschsprachigen Orientalistik eingebunden. Es bedient sich u. a. der Methoden der Textkritik und setzt sich mit den bestehenden Vorarbeiten auseinander, zu denen die von Abraham Geiger, Theodor Nöldeke und Arthur Jeffrey gehören. Bezugspunkt bleiben dabei die „Rahmendaten der innerislamischen Tradition“.

### „Luxenberg-Debatte“
Die Vorbereitungsphase des Projektes (2005–2007) fiel in die Zeit intensiver Diskussionen zum erhaltenen Korantext. 2000 veröffentlichte ein unter dem Pseudonym Christoph Luxenberg arbeitender Autor eine Studie zum Koran, in der er verschiedene Textstellen durch eigene Lesarten neu interpretierte. In der Forschung ist er mit seinen Thesen, seiner Methodik und seinen Ergebnissen auf breiten Widerstand gestoßen, doch vermochte die Untersuchung eine vertiefte Auseinandersetzung mit den Überlieferungstraditionen des Korantextes anzustoßen. Schon vor Projektbeginn 2007 äußerten sich auch Neuwirth und Marx zu den von Luxenberg postulierten Annahmen; insofern kann die von Corpus Coranicum geleistete Dokumentation, Kommentierung und Interpretation des Korantextes als evidenzbasierte Replik verstanden werden. Die Auseinandersetzung mit Luxenbergs Sprachanalyse lässt sich u. a. in den vom Projekt erstellten „Umwelttexten“ nachweisen. Jedenfalls leistet das Projekt Grundlagenforschung im Hinblick auf die Entstehung des Korantextes sowie dessen frühe Interpretation und kann damit zum Ausgangspunkt für weitere Debatten werden.

### Gotthelf-Bergsträßer-Archiv
Ein Arbeitsschwerpunkt im Bereich „Textdokumentation“ ist die Digitalisierung und Auswertung des Gotthelf-Bergsträßer-Archivs. Dabei handelt es sich um die von Gotthelf Bergsträßer und seinem Nachfolger Otto Pretzl in den 1920er und 1930er Jahren erstellte Sammlung von etwa 12.000 Fotos von Koranhandschriften und Lesartenwerken in Bibliotheken Europas und im Orient, die als Grundlage eines von Bergsträßer geplanten Apparatus Criticus zum Koran dienen sollten. Die Projektleiterin Neuwirth hat dieses Fotoarchiv von Anton Spitaler, der 2003 starb, anvertraut bekommen. Zuvor hatte Spitaler behauptet, das überaus wichtige Archiv sei 1944 bei einem Bombenangriff im Zweiten Weltkrieg in München zerstört worden.
Wiewohl die Fotos des Archivs einen wichtigen Bestandteil der Untersuchungsobjekte des Corpus Coranicum ausmachen, geht der Forschungsanspruch des Projektes weit über den ehemals von Bergsträßer anvisierten kritischen Apparat hinaus. Dieser war als Kommentar zur Kairiner Ausgabe (1929) gedacht, in dem traditionelle Lesarten sowie Handschriftenvarianten zur Herstellung eines sicheren Textes – im Sinne der historisch-kritischen Methode – verzeichnet werden sollten. Es kam nie zu einer gedruckten Ausgabe.